# 吉田弘明
吉田 弘明（よしだ ひろあき、1961年（昭和36年）2月8日 - ）は、日本の政治家。元奈良県香芝市長（2期）。

## 来歴
大阪府八尾市出身。1979年(昭和54年)3月、大阪明星高等学校卒業。1983年（昭和58年）3月、近畿大学法学部卒業。同年4月、西武百貨店に就職。その後ユー・エス・ジェイ(ユニバーサル・スタジオ・ジャパン)へと進み、企業の創業や国際商業ビジネス、大型プロジェクトの重責を担う。2008年（平成20年）2月、中部国際空港株式会社の商業事業部長として経営に深く参画。業界屈指の企業からのヘッドハンティングを経ながら小売業（リテールビジネス）のスペシャリストとしての経歴を持つ。
2012年（平成24年）5月20日に行われた奈良県香芝市長選挙にみんなの党の推薦を受けて立候補。自由民主党の推薦を受けた無所属の川田裕、日本共産党の推薦を受けた無所属の中井政友ら2人の候補者を破り、現役の民間企業出身の市長として初当選した。得票数は、吉田：10,285票、川田：9,603票、中井：3,118票。投票率は、40.60％。6月3日、市長に就任。
2016年（平成28年）5月16日告示の香芝市長選挙で無投票再選。
2020年（令和2年）5月24日投開票の同選挙に自民党の推薦を受けて立候補したが、元市議の福岡憲宏に小差で惜敗（福岡：13,632票、吉田：13,156票）。
2025年（令和7年）3月23日投開票の香芝市議会選挙において無所属で立候補し市民の期待に応えて見事当選、政界に復帰。